# 空誓
空誓（くうせい）は、戦国時代から江戸時代初期の浄土真宗の僧侶（本願寺教団のち真宗大谷派）。現在の安城市野寺にある本證寺10世。

## 略歴

### 出自
父は本願寺中興の祖である蓮如の孫・堅田慈敬寺4世実誓、母は権大納言四条隆永の娘。治部卿を称した。
永禄4年（1561年）本證寺9世玄海が加賀一向一揆に加わるために遠征して戦死したため、顕如の猶子として玄海の娘婿となり、17歳で本證寺住持を継いだ。翌年には院家に列し、大僧都となった。

### 三河一向一揆
永禄6年（1563年）三河一向一揆が蜂起し、三河三箇寺と称された本證寺・佐崎上宮寺・針崎勝鬘寺を中心に岡崎城主の松平家康との抗争が勃発した。争乱の発端には諸説あり、本證寺の寺内で松平氏の家臣が本證寺の守護使不入権を侵害したためともいうが、いずれにしても本願寺教団の利権を解体して西三河統一を目指す松平氏と不入権を主張する一向一揆の衝突である。
近江国より赴任して間もなかった空誓はあくまで指導者に祭り上げられたにすぎないとする見解もあるが、永禄7年（1564年）西尾城の松平勢及び援軍の水野氏勢と小川で衝突した際には自ら一揆勢を率いて戦った。空誓は怪力の持ち主で、自ら鎧を身につけ鉄棒を振り回し戦ったともいうが敗戦。桜井円光寺14世順正が空誓を逃がすために自ら空誓を名乗って自害したため、松平軍も本證寺に追い打ちをすることはなかった。
同年、松平氏と一向一揆との間に和議が結ばれ、順次一向一揆は解体した。しかし程なく家康は一方的に一向宗禁制を命じたため、既に一揆を解体していた本願寺教団の諸寺はことごとく破却となり、空誓も野寺を追われて加茂郡菅田和へと退去した。その後いつまで菅田和に滞在したかは不明だが、同地の岩屋に隠れ住んだと言われており、また近郷の実栗には空誓が滞在したという屋敷や井戸が残る。
天正8年（1580年）石山合戦の結果石山本願寺を退いた教如を援助したことが知られる。

### 三河帰国
天正11年（1583年）徳川家康は20年ぶりに国内本願寺教団を赦免して諸寺復興を許可した。しかし空誓は仲介に立っていた本多重次の書状を改竄し、家康の許可を得たと偽って幡豆郡荒川に道場を建立するという事件を起こしている。重次はこの暴挙を「俗方之上ニも珍敷事」と非難し、本願寺に本證寺の処罰を求めている。
天正13年（1585年）本證寺は復興を果たし、諸役免除の特権も回復した。以後、空誓は徳川氏に接近し、本願寺教団の三河国内における地位確立に尽力した。天正18年（1590年）には小田原征伐の凱旋を顕如が出迎えるため、その日時を尋ねる書状を家康へと送っている。同年、徳川氏が転封により江戸へ居を移すと、同地に徳本寺などの末寺を置いている。本願寺東西分立では東本願寺（すなわち現在の真宗大谷派の系統）に属した。慶長6年（1601年）野寺のうち43石9斗4升を寺領として与えられた。
晩年には家康に請われて江戸城に招かれ、隣国尾張藩主となる家康九男の義直を助けるよう依頼され、入封の際には清洲城に登城して祝辞を述べた。そのため歴代の本證寺住持は、藩主や住持が交代する際には登城謁見を許されることが慣例となった。同じく江戸城にも住持交代の際には将軍謁見を許されるなど、本證寺は江戸幕府や尾張藩と親密な関係を保った。
慶長19年（1614年）70歳で示寂。

## 関連作品
- 『どうする家康』(2023年、NHK大河ドラマ、出演：3代目 市川右團次)[24]